# Mercedes-Benz Bionic
Mercedes-Benz Bionic — экспериментальный автомобиль (концепт-кар) компании Mercedes-Benz, с пониженным коэффициентом аэродинамического сопротивления; был представлен в 2005 году на симпозиуме инноваций DaimlerChrysler в Вашингтоне.
В основу конструкции легла форма тела тропической рыбки — жёлтый пятнистый кузовок.

## История
Концепт-кар Mercedes-Benz Bionic был разработан компанией специально для симпозиума инноваций DaimlerChrysler (англ. DaimlerChrysler Innovation Symposium), прошедшего в июне 2005 года в Вашингтоне. В рамках данного проекта компания рассматривала большой потенциал бионики (сочетания биологии и техники) в автомобилестроении. Впервые инженеры специально обратились к природе с целью найти в ней подходящего кандидата, который бы натолкнул на идеи с аэродинамической эффективностью, безопасностью, комфортном и экологичностью. Поиски привели к рыбке жёлтый пятнистый кузовок (лат. Ostracion cubicus), проживающей в тропических водах и имеющей отличные гидродинамические свойства несмотря на угловатость собственного тела. Согласно расчётам инженеров Mercedes-Benz, коэффициент аэродинамического сопротивления (Cd) этой рыбки составляет 0,06. Глиняный прототип Bionic обладал сопротивлением в 0,095 — крайне низким значением для автомобильной техники.
Помимо экспериментов с кузовом на автомобиле были применены перспективная технология дизельных двигателей и инновационная система контроля выбросов, что позволило добиться выдающихся результатов в экономии топлива и сокращении выбросов загрязняющих веществ.
Будучи экспериментальным автомобилем, Bionic никогда не был запущен в серийное производство. Однако некоторые реализованные в нём идеи нашли своё применение в будущих технологиях и автомобилях компании, как например система SCR, ставшая основной двигателей BlueTEC.
С августа по декабрь 2009 года Bionic находился в городе Кёльн (Германия) для специальной научно-исследовательской работы. С июля 2011 по июнь 2012 года автомобиль присутствовал на выставке бионики в музее естественной истории в Мюнстере.
В настоящее времени концепт-кар можно найти в музее Mercedes-Benz.

## Описание

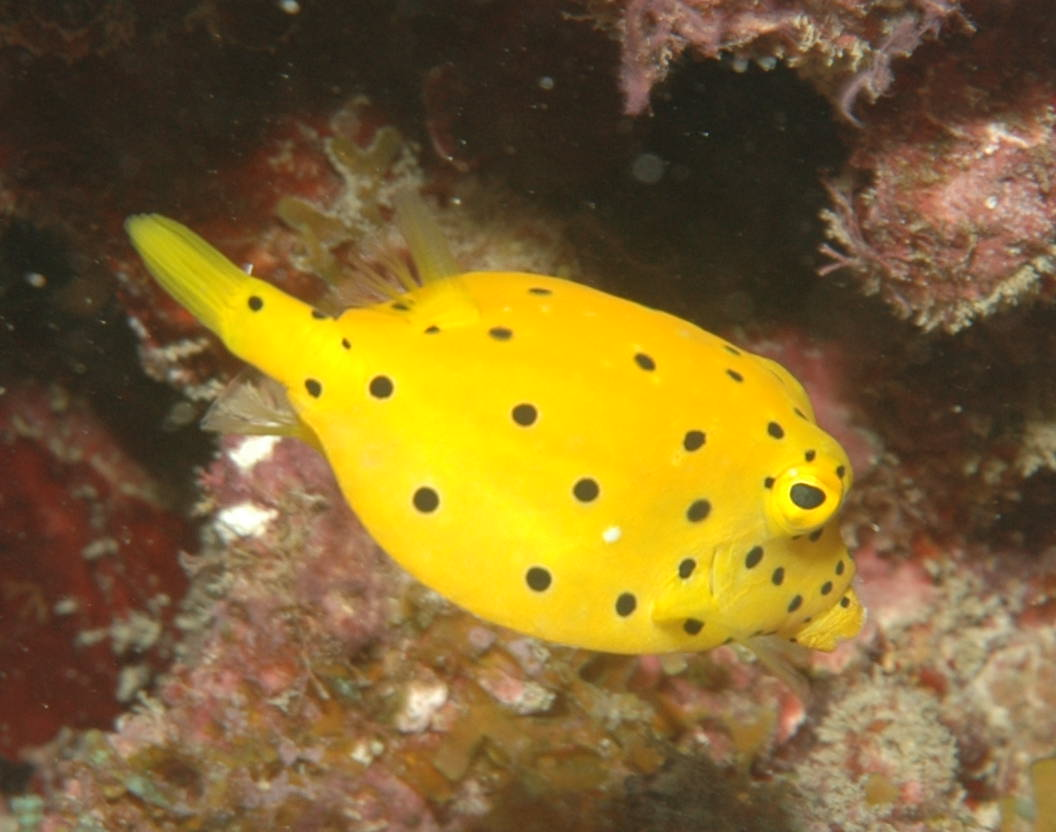
Рыбка, послужившая прототипом Mercedes-Benz Bionic

Учёные и инженеры компании, опираясь на полученные экспериментальным путём данные, разработали полноразмерный бионический автомобиль длиной в 4,24 метра и рабочим дизельным двигателем. Ширина концепта составляет 1,82 метра, высота — 1,59 м. Автомобиль вмещает четырёх человек и их багаж, а с точки зрения безопасности, комфорта и повседневной практичности соответствует качеству, характерному автомобилям Mercedes-Benz.
Кузов концепт-кара Bionic почти полностью копирует форму тела рыбки кузовок-кубик и обладает коэффициентом аэродинамического сопротивления Cx равном 0,19.

### Двигатель
На концепте установлен 4-цилиндровый дизельный двигатель с непосредственным впрыском мощностью в 103 кВт (140 л. с.) и крутящим моментом 300 Н·м. Автомобиль разгоняется до сотни за 8,2 секунды и имеет максимальную скорость 190 км/ч. Потребление топлива — всего 4,3 л/100 км, кроме того если двигаться с постоянной скоростью в 90 км/ч, то расход составит всего 2,8 литра на 100 км.
Благодаря новой технологии селективного каталитического восстановления (англ. Selective Catalytic Reduction), которая сокращает выбросы окислов азота, проводя отработавшие газы через специальный каталитический нейтрализатор и обрабатывая их там специальным составом AdBlue на водной основе, удалось на 80 % снизить вредные выхлопы.

## Галерея

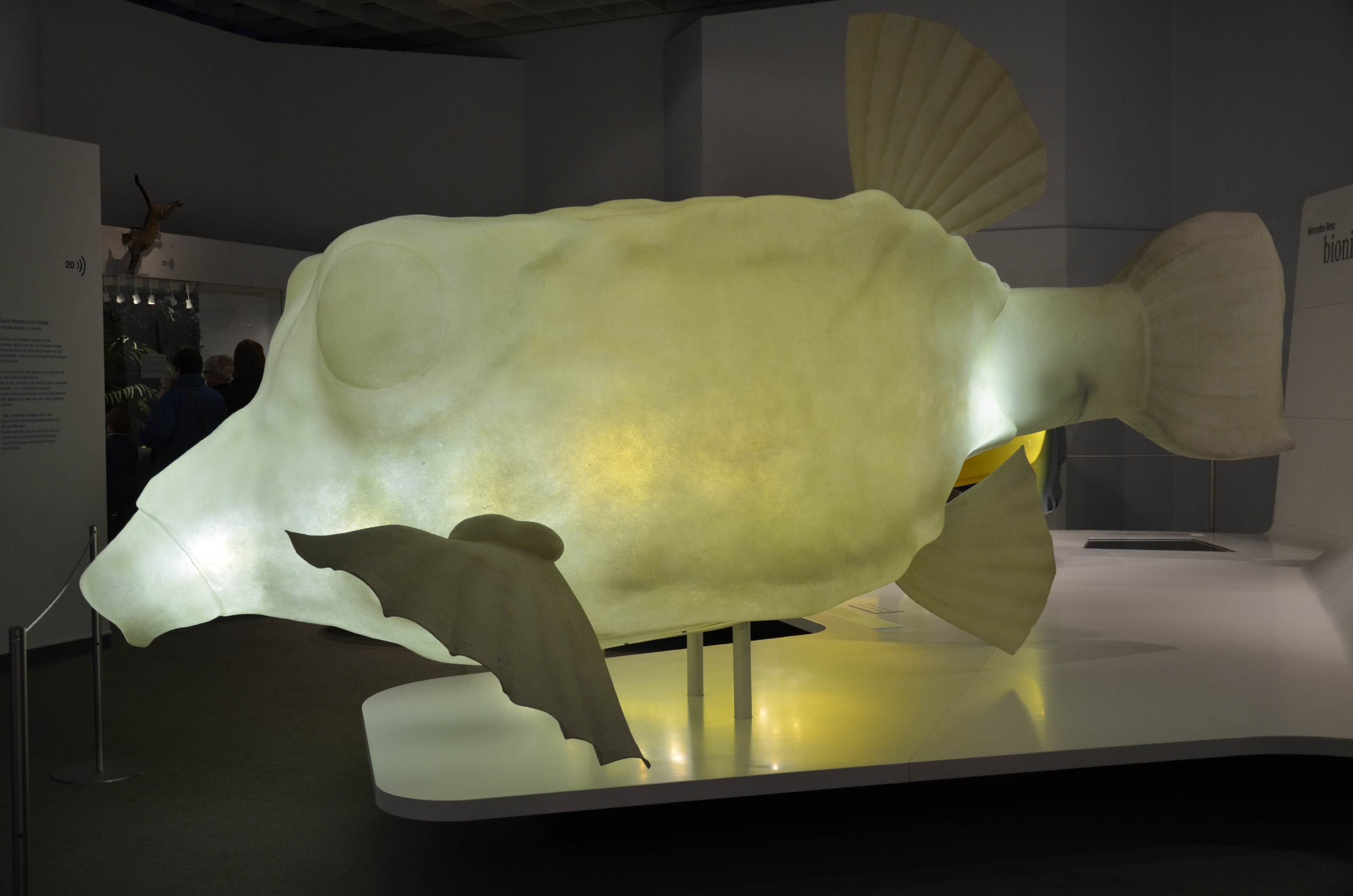
Модель
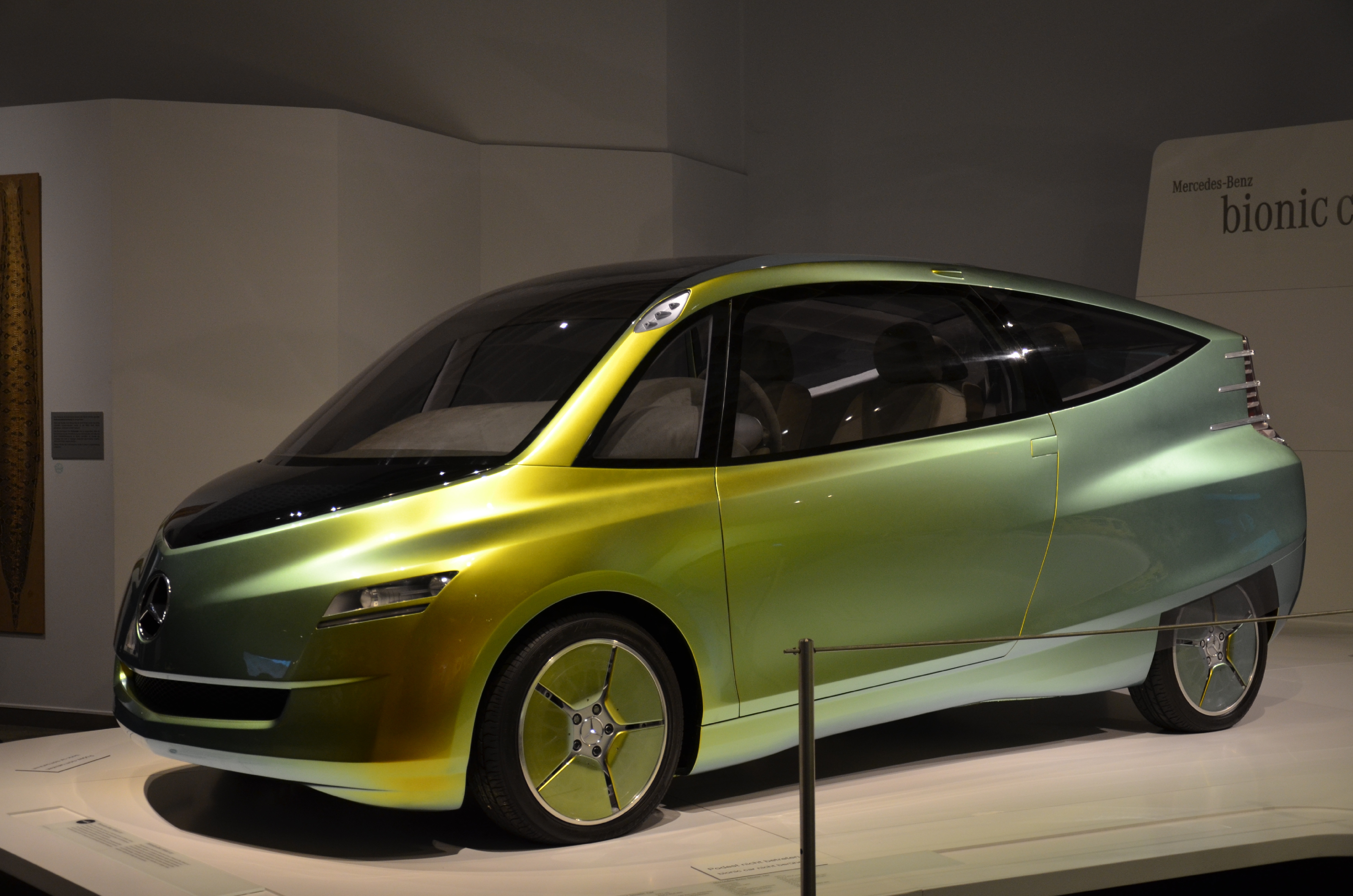
Вид сбоку
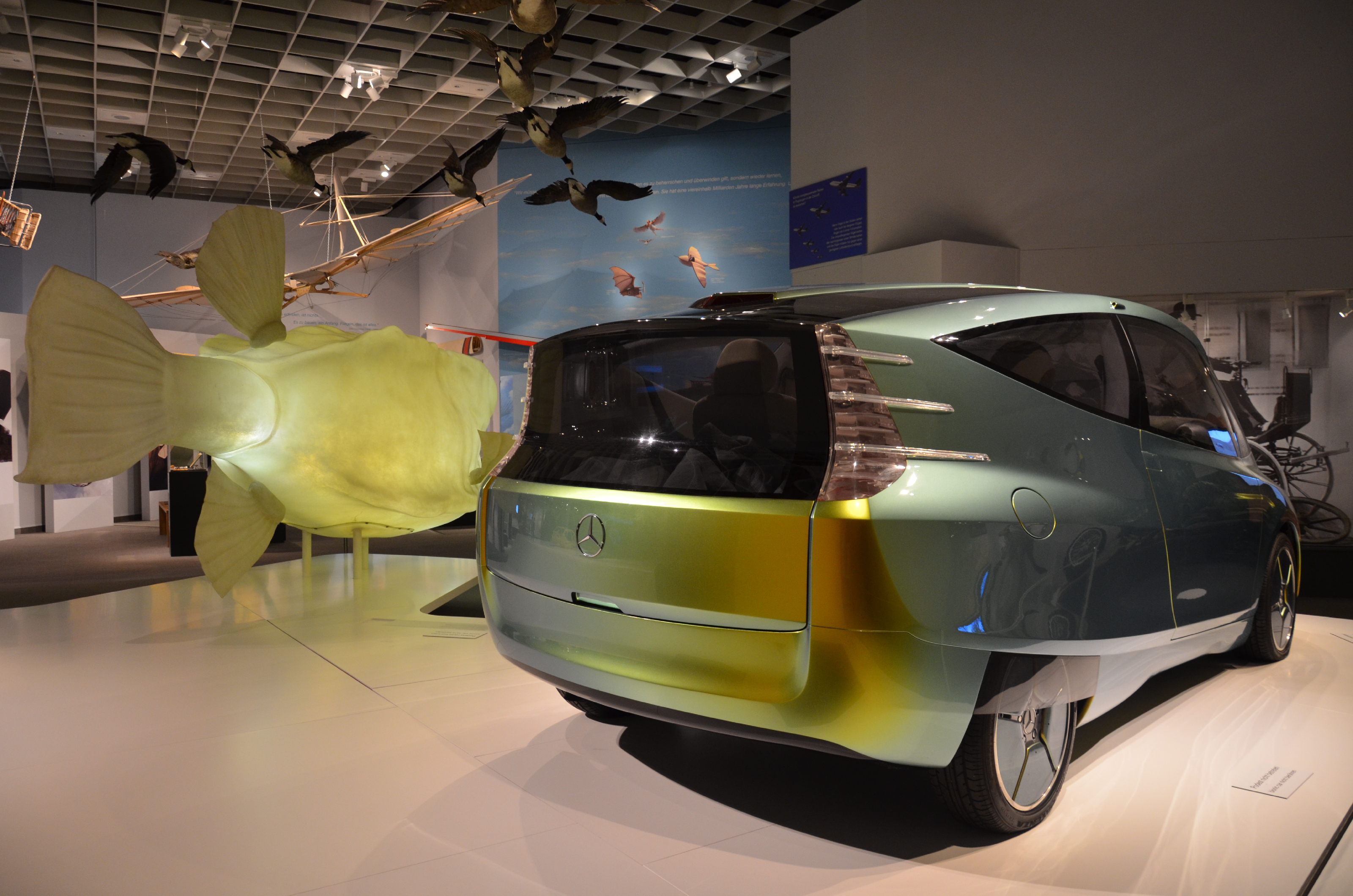
Задняя часть
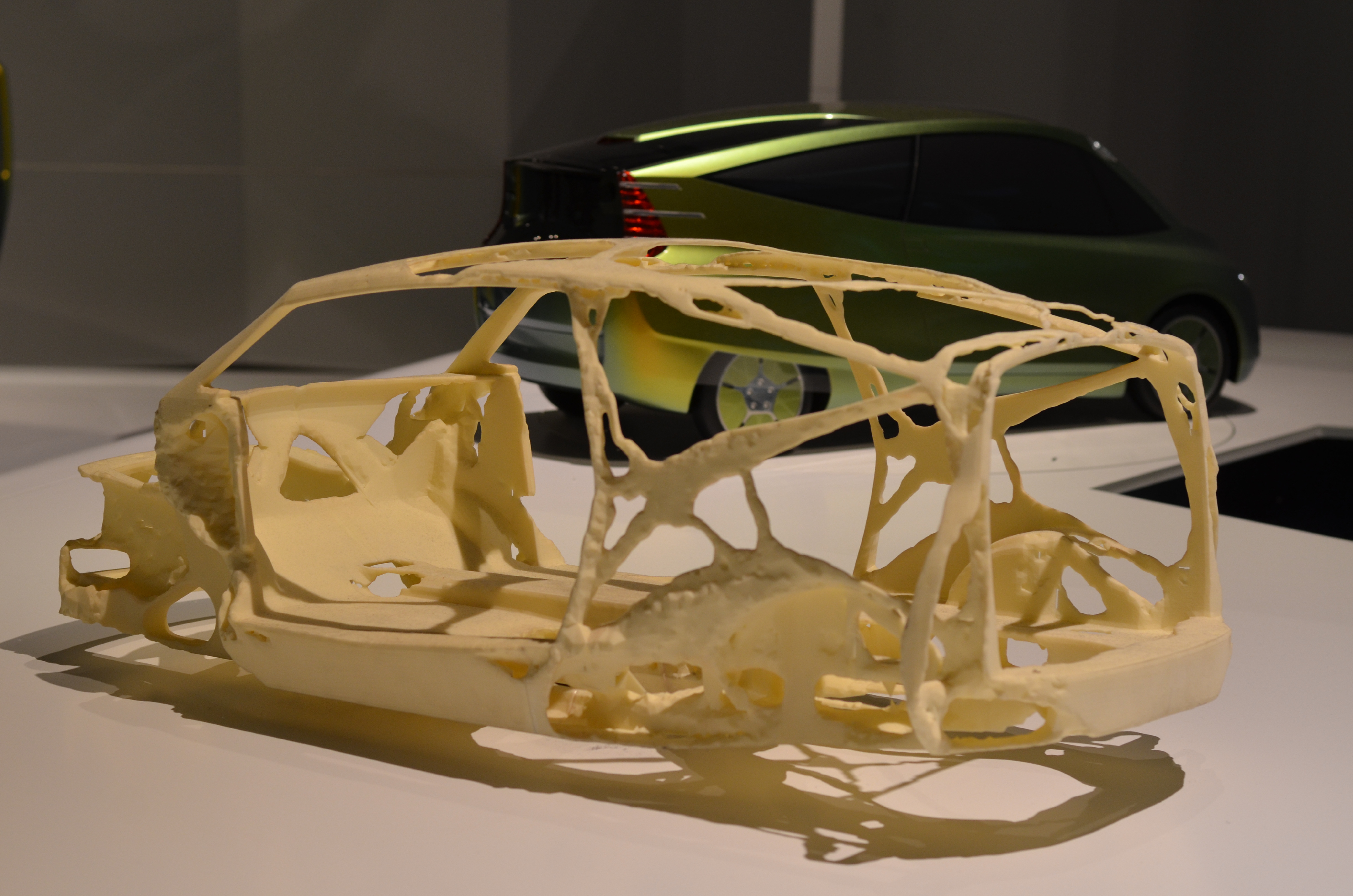
Облегченная конструкция
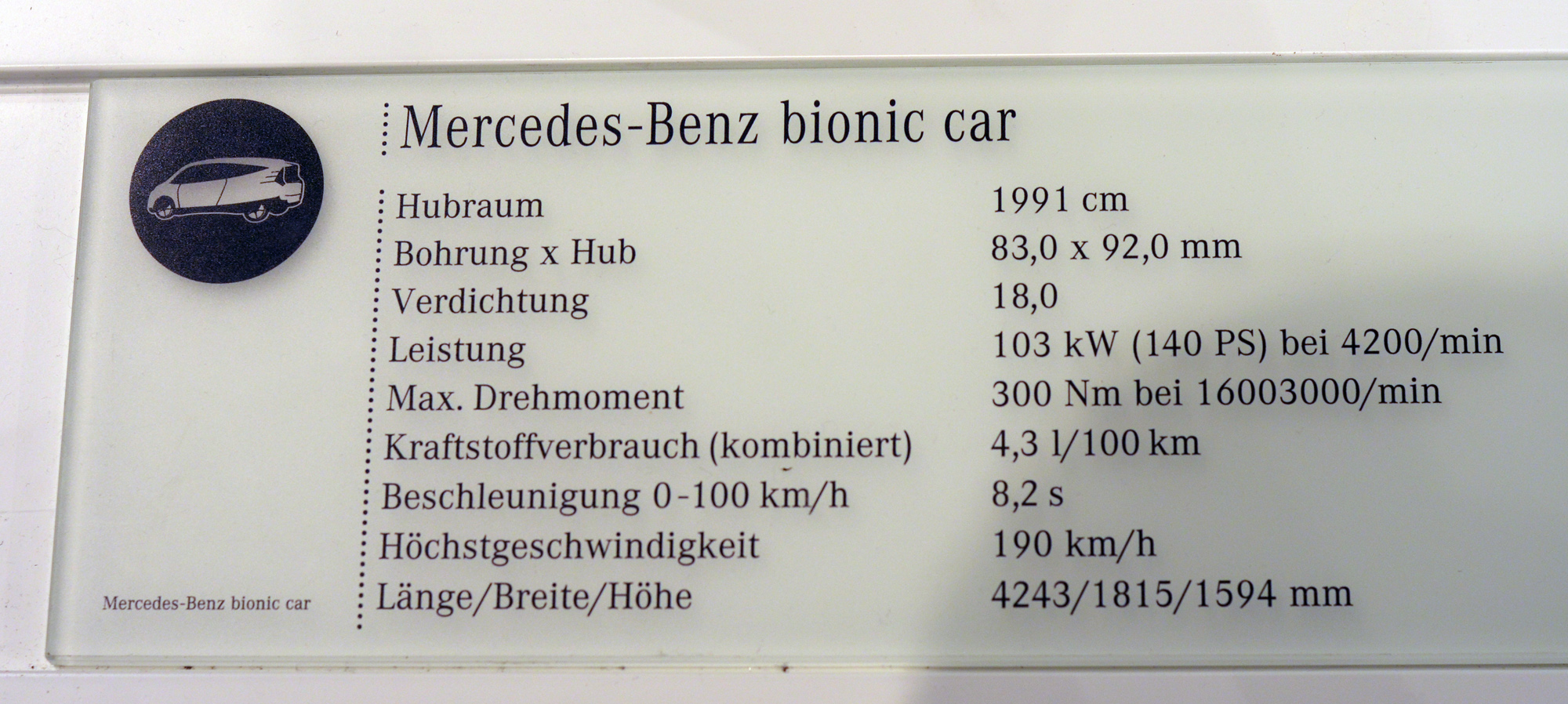
Техническая информация